# Канделоро, Джорджо
Джо́рджо (также упоминается как Джо́рдже) Кандело́ро (итал. Giorgio Candeloro; 20 марта 1909, Болонья, Эмилия-Романья, Италия — 27 сентября 1988, Рим, Лацио, Италия) — итальянский историк‑марксист, вдохновленный идеями Грамши, автор фундаментальной монографии История современной Италии в 11 томах.

## Биография
Родился в семье служащих в Болонье 20 марта 1909 года. Окончил Римский университет в 1930 году, защитив диплом под руководством философа Джованни Джентиле, с работой о Жозефе де Местр. В 1935 году он поступил в Историческую школу Джоаккино Вольпе при Итальянском историческом институте где он также познакомился с историком Вальтером Матури, который тогда был директором библиотеки. Посвятил себя изучению истории политической мысли, изучая де Местра (1931), Парута (1936), Юм (1938) и Токиля (1942). Затем преподавал в гимназиях, переводил и готовил к публикации труды.
В период Второй Мировой Войны, после 8 сентября 1943 года, был членом Партии действия, боролся против гитлеровских оккупантов в рядах итальянского Движения Сопротивления в Риме. В 1947 году вступил в Итальянскую коммунистическую партию. В 1956-61 член Руководства Римской федерации ИКП. Приват-доцент по истории политических учений; много лет преподавал историю и философию в римских лицеях.
С 1968 года преподавал историю Рисорджименто в Катанийском университете, а с 1972 по 1979 годы — в Пизанском университете.
Историк Джорджо Канделоро скончался вечером 27 сентября 1988 от сердечного приступа в возрасте 79 лет в клинике Вилла Домелия в Риме. Похороны состоялись на следующий день в 15:00.

### Научная деятельность
После исследований по истории политической мысли (де Местр, Парута, Юм и Токиль) посвятил себя изучению католического движения в Италии (Il movimento cattolico in Italia, 1953). Главный труд Канделоро — Storia dell’Italia moderna (1956—1986) в 11 томах, на создание которого ушло тридцать лет, охватывающая период от 1700 до 1950 года, выполненная по грамшианским принципам и отличающаяся глубиной анализа политических, социальных и экономических факторов. Канделоро подчёркивает важность написания не только специализированных исследований, но и исторических обзоров, которые проверяют обоснованность интерпретаций и выявляют исследовательские пробелы в конкретных областях. Его намерением было создать синтез, который не был бы таким сухим и сложным, как специализированные исторические исследования, но в то же время избежал бы поверхностности справочников и научно-популярных изложений.
Рудольф Лилль назвал «Историю современной Италии» Канделоро «впечатляющим обзором политических, социальных и экономических событий». Ещё в 2012 году Маурицио Изабелла описал это произведение как «до сих пор непревзойдённый и обязательный источник информации для каждого, кто изучает Рисорджименто».
В 1964 году Эрнесто Раджоньери охарактеризовал стиль изложения как «простой, спокойный, с редкой для Италии объективностью, но при этом личный, без какой-либо литературной самоуспокоенности».

### Семья
Информация о родителях и о браке неизвестна. В 1960 году у Канделоро погибла дочь Джина в возрасте 20 лет.

### Награды
- Премия Sila (секции эссе) присуждена в 1970 году за пятый том Истории современной Италии.[9]
- Премия Viareggio di Saggistica — в 1986 году за последний том крупного исторического исследования Wikipedia.[10]
- Получил признание включая Историческую премию Acqui в 1982 за глубокий анализ фашизма в девятом томе Истории современной Италии — Il fascismo e le sue guerre (Фашизм и его войны).

### Кураторство и введения
- Ruggero Bonghi — Studi e discorsi intorno alla pubblica istruzione. Firenze, Le Monnier, 1937.
- Cesare Balbo — Discorso sulle Rivoluzioni, a cura e con introduzione di Giorgio Candeloro. Roma, 1944.
- Storia — vol. 29 dell’Enciclopedia Feltrinelli-Fischer; a cura di Waldemar Besson, con introduzione di Giorgio Candeloro. Milano, Feltrinelli, 1971.
- Alexis de Tocqueville, La democrazia in America (3 voll.), traduzione e cura di Giorgio Candeloro, Collana Classici del pensiero politico, I ed. 1932, Licinio Cappelli.; nuova ediz. ridotta, 2 voll., Cappelli Editore, Bologna, I ed. 1953; ed. riveduta sull’edizione critica Gallimard (1951), Collana Storica, Rizzoli, Milano, I ed. 1982; Collana Classici, 1992. Dello stesso Autore, L’Antico Regime e la Rivoluzione, intr. e note di G. Candeloro. Roma, Longanesi, 1942.
- Antonio Gramsci — Sul Risorgimento, introduzione di Giorgio Candeloro. Roma, Editori Riuniti, 1973.

### Переводы на русский язык
- Католическое движение в Италии / пер. с итал. О. Ф. Мизиано; ред. М. М. Шеймана. — М.: Издательство иностранной литературы, 1955.
- История современной Италии / пер. с итал., т. 1-6, М., 1958-71.
- Профсоюзное движение в Италии / пер. с итал. В. Н. Валентинова и Ю. С. Писарева; ред. и предисловие А. А. Вишневского — М.: Издательство иностранной литературы, 1953.